# Franco Balkan
Franco Balkan, pravim imenom Goran Valka (Sarajevo, 1. kolovoza 1983.) bosanskohercegovački je electro, pop, trap reper, glazbenik i glazbeni producent. Popularnost među mlađom publikom stekao je nakon objave svojih prvih singlova i studijskog albuma Superstar. Također, nominiran je u sklopu glazbene manifestacije Music Awards Ceremony.

## Životopis
Rođen je u Sarajevu 1. kolovoza 1983. godine. Kada je riječ o njegovom privatnom životu, osnovnu i srednju naobrazbu pohađao je u Sarajevu. 2012. godine je diplomirao područje Komunikoloških znanosti a dvije godine kasnije magistrirao je Međunarodne odnose i diplomaciju u sklopu Fakulteta političkih znanosti u Sarajevu. Svoju glazbenu karijeru je započeo 2002. godine u rap-rock sastavu Corbansick gdje je svirao klavijature, pisao tekstove i puštao samplove. Kao tekstopisac, glazbenik i producent glazbom se bavi više godina. Nikad nije pohađao glazbenu školu, samostalno je savladao glazbene instrumente glasovir i bubnjeve. Bio je dugogodišnji član i jedan od osnivača sarajevskog rap-rock sastava Corbansick, s kojim je nastupao kao klavijaturist, da bi glazbu napustio 2006. i pauzirao sve do 2018. godine. Pored glazbe, profesionalno se bavio i politikom u periodu 2014. – 2018. kada je obnašao dužnost člana Upravnog odbora Federalnog zavoda za mirovinsko i invalidsko osiguranje.

## Karijera

### 2002–2006: Počeci sa sastavom Corbansick
Početkom 2002. godine osniva rap-rock sastav Corbansick s gitaristom Feđom Šehićem, koji kasnije upoznaju i ostale članove sastava s kojima kreću stvarati popularni strani zvuk koji se prostirao između tradicionalnog alternativnog rocka i hip-hopa, koketirajući s tada već poznatim ali eksperimentalnim glazbenim stilovima kao što su Nu Metal i Rapcore. Ime Corbansick je izabrano jer je najbolje oslikavalo ono što je bend u suštini tada i bio: SICK CORe BANd. Goran je u sastavu pisao tekstove na engleskom jeziku, radio glazbu, kao i aranžmane s ostalim članovima sastava. S Corbansickom snima nekoliko pjesama kao što su Broken i Pissed Off, te sa sastavom ostvaruje nekoliko zapaženih nastupa, te osvaja nekoliko nagrada. U sastavu nastaje razdor, gdje 3. rujna 2006. godine sastav napuštaju Stefan Pejović (bubnjar), Haris Kurspahić (bas gitara) i tadašnji pjevač Igor Benić, a novom Corbansicku se priključuju Ensar Bistrivoda (vokal), Dino Osmić (bubnjar) i Muhamed Mulaosmanović (bas gitara). Ubrzo nakon toga, Goran zauvijek napušta sastav, a kao razlog tome navodi privatne razloge.

### 2018–2019: Početak solo karijere
Nakon više od deset godina pauze, sredinom 2018. ponovo se odlučuje vratiti glazbi, ali u sasvim drugačijem izdanju i glazbenom žanru, gdje počinje graditi samostalnu pjevačku karijeru, a kao pseudonim uzima ime Franco, koje krajem ljeta 2019. mijenja u Franco Balkan.
Početkom 2019. godine potpisao je ekskluzivni izdavački ugovor s izdavačkom kućom Tempo Digital, koja je u vlasništvu sarajevskog glazbenika, pjevača i producenta Almira Ajanovića. Autor je glazbe i tekstova na svojim objavljenim pjesmama.Do sada je objavio jedan studijski album pod nazivom Superstar.

### 2019–2020: Album Superstar
Superstar je njegov prvi studijski album kojeg je snimio i objavljen je 21. prosinca 2020. godine. Na albumu se nalazi ukupno 9 pjesama i sniman je pune dvije godine u Sarajevu. Na njemu su uz Franca radili glazbenici, pjevači i producenti iz Bosne i Hercegovine, Almir Ajanović, Damir Bečić, Tarik Mulaomerović, Adnan Pacoli i Peđa Hart.  Prateće vokalne dionice na albumu su snimili Dalal Midhat, Zorana Guja, Damir Bečić i Franco. Izvršni producent albuma je Almir Ajanović a izdavač albuma Tempo Digital. Pjesme na albumu su u glazbenom smislu mješavina nekoliko svjetskih glazbenih pravaca. Najviše preovladava autotune pop-rap i melodično pjevanje, s primjesama electro, club, dance i trap ritmova, koji se često miješaju s reggaeton, dancehall i balkanskim etno zvucima. Tekstovi su pomalo eksplicitni i seksualno orijentirani, dok se pored njih provlače i nešto blaže verzije laganih, instrumentalnih i ljubavnih balada.

## Glazbeni stil
Njegovu glazbu karakterizira miješanje stranih glazbenih stilova kao što su hip-hop, rap i reggaeton, te kombiniranje klupskih dancehall i electro pop-rap komercijalnih elemenata s primjesama balkanskog zvuka. Glazba je melodična, a tekstovi pomalo eksplicitni i seksualno-orijentirani.

## Glazbene nominacije i nagrade
- MAC 2020 – Krajem 2019. godine, nominiran je u kategoriji Novi izvođači u sklopu glazbene manifestacije – Music Awards Ceremony (MAC 2020) i to za pjesmu Fight.[3][4]

## Diskografija

### Singlovi
- Mačka (2019)[1][13]
- Fight (2019)[11][13]
- Dante (2019)[3][13]
- Lova (2020)[14]
- Rekla mi je (2020)[15]
- Varam (2020)[16]
- Voljeću dok zaspim (2020)[17]
- Tata (2020)[2]
- Komiran (2020)[2]

### Albumi
- Superstar (2020)[2]

### Video spotovi
- Mačka (2019)[1]
- Fight (2019)[11]
- Dante (2020)[3]
- Lova (2020)[14]
- Rekla mi je (2020)[15]
- Varam (2020)[16]
- Voljeću dok zaspim (2020)[17]

## Vanjske poveznice
- Franco Balkan na Facebooku
- Franco Balkan na Instagramu
- Franco Balkan  Arhivirana inačica izvorne stranice od 13. veljače 2020. (Wayback Machine) na YouTubeu